# یلوه جنگلی تسینگی
یلوه جنگلی تسینگی (نام علمی: Canirallus beankaensis) نام یک گونه از سرده یلوه‌های جنگلی ماداگاسکار است.